# 西日本二十日会
西日本二十日会（にしにほんはつかかい）は、かつて西日本に存在した、森田幸吉組長提唱による暴力団の親睦団体。前身は合田幸一総長提唱による関西二十日会。

## 略歴

### 関西二十日会
昭和45年（1970年）、下関市の合田一家・合田幸一総長の提唱により反山口組同盟として関西二十日会が結成された。加盟団体は、初代合田一家、大阪市の二代目松田組、神戸市の忠成会、姫路市の二代目木下会、笠岡市の初代浅野組、広島市の二代目共政会、北九州市の初代工藤會など。
昭和54年（1979年）4月16日、三代目山口組・田岡一雄組長は、田岡一雄の自宅で、三代目共政会・山田久会長、初代俠道会・森田幸吉会長、初代浅野組・浅野眞一組長、三代目共政会・門広相談役と会った。この席で、山口組と、それぞれ関西二十日会に所属していた共政会、俠道会、浅野組との共存共栄路線が確認された。

### 西日本二十日会
昭和63年（1988年）、解散した関西二十日会に変わって、森田幸吉組長の提唱により新しく西日本二十日会が結成された。関西二十日会とは違い、特に山口組を仮想敵とするわけではなかった。加盟団体は、唐津市の西部連合、下関市の五代目合田一家、広島市の三代目共政会、尾道市の初代俠道会、笠岡市の三代目浅野組、松山市の松山連合会（後の五代目山口組松山会）、岡山市の木下会、徳島市の勝浦会、高松市の初代親和会、大阪市の波谷組だった。
平成3年（1991年）、波谷組・波谷守之組長は西日本二十日会から脱退した。同年、西日本二十日会は解散した。